# South Urals Scouts
I South Urals Scouts sono una squadra di football americano di Čeljabinsk, in Russia, fondata nel 2010.
Hanno raggiunto la finale del campionato nazionale nel 2012.
Nel 2016 hanno assorbito gli Ural Hunters.

## Dettaglio stagioni

### Tornei nazionali

#### Campionato

##### LAF
| Stagione | regular season | regular season | regular season | regular season | regular season | regular season | playoff | playoff | playoff | playoff | playoff | playoff   | playoff    |
|          | Vin            | Par            | Per            | Tot            | PF             | PS             | Vin     | Per     | Tot     | PF      | PS      | risultato | avversaria |
| -------- | -------------- | -------------- | -------------- | -------------- | -------------- | -------------- | ------- | ------- | ------- | ------- | ------- | --------- | ---------- |
| 2017     | 0              | 0              | 3              | 3              | 14             | 141            | -       | -       | -       | -       | -       | -         | -          |
| Totale   | 0              | 0              | 3              | 3              | 14             | 141            | -       | -       | -       | -       | -       |           |            |

Fonti: Enciclopedia del Football - A cura di Roberto Mezzetti

##### EESL Pervaja Liga
| Stagione | regular season | regular season | regular season | regular season | regular season | regular season | playoff | playoff | playoff | playoff | playoff | playoff   | playoff    |
|          | Vin            | Par            | Per            | Tot            | PF             | PS             | Vin     | Per     | Tot     | PF      | PS      | risultato | avversaria |
| -------- | -------------- | -------------- | -------------- | -------------- | -------------- | -------------- | ------- | ------- | ------- | ------- | ------- | --------- | ---------- |
| 2021     | 0              | 0              | 4              | 4              | 6              | 195            | -       | -       | -       | -       | -       | -         | -          |
| 2022     | 0              | 0              | 4              | 4              | 26             | 136            | -       | -       | -       | -       | -       | -         | -          |
| Totale   | 0              | 0              | 8              | 8              | 32             | 331            | -       | -       | -       | -       | -       |           |            |

Fonti: Enciclopedia del Football - A cura di Roberto Mezzetti

#### Coppa
| Stagione | regular season | regular season | regular season | regular season | regular season | regular season | playoff | playoff | playoff | playoff | playoff | playoff   | playoff    |
|          | Vin            | Par            | Per            | Tot            | PF             | PS             | Vin     | Per     | Tot     | PF      | PS      | risultato | avversaria |
| -------- | -------------- | -------------- | -------------- | -------------- | -------------- | -------------- | ------- | ------- | ------- | ------- | ------- | --------- | ---------- |
| 2020     | 1              | 0              | 3              | 4              | 13             | 52             | -       | -       | -       | -       | -       | -         | -          |
| Totale   | 1              | 0              | 3              | 4              | 13             | 52             | -       | -       | -       | -       | -       |           |            |

Fonti: Enciclopedia del Football - A cura di Roberto Mezzetti